# Triphyllozoon mauritzoni
Triphyllozoon mauritzoni is een mosdiertjessoort uit de familie van de Phidoloporidae. De wetenschappelijke naam van de soort is voor het eerst geldig gepubliceerd in 1943 door Silén.